# Proclitus
Proclitus is een geslacht van insecten uit de orde vliesvleugeligen (Hymenoptera) en de familie Ichneumonidae.

## Soorten
- P. albidipes Forster, 1871
- P. ardentis van Rossem, 1987
- P. attentus Forster, 1871
- P. comes (Haliday, 1839)
- P. edwardsi Roman, 1923
- P. fulvicornis Forster, 1871
- P. fulvipectus Forster, 1871
- P. paganus (Haliday, 1839)
- P. praetor (Haliday, 1839)
- P. rudis Forster, 1871
- P. socius (Haliday, 1839)
- P. subsulcatus Forster, 1871
- P. tricolor (Kriechbaumer, 1896)
- P. zonatus (Gravenhorst, 1829)